# Bill Henry
William Gambrell "Bill" Henry (Dallas, Texas; 27 de diciembre de 1924-ibídem, 23 de diciembre de 1985) fue un jugador de baloncesto estadounidense que disputó dos temporadas entre la BAA y la NBA, además de jugar en la PBLA y la EBL. Con 2,06 metros de estatura, jugaba en la posición de pívot.

## Trayectoria deportiva

### Universidad
Jugó durante tres temporadas con los Owls de la Universidad Rice, siendo elegido en las dos últimas temporadas en el mejor quinteto de la Southwest Conference, tas liderar ambos años la conferencia en anotación, promediando 17,6 y 20,7 puntos por partido, respectivamente. En 1944 fue incluido en el segundo mejor quinteto All-American, y al año siguiente en el primero.

### Profesional
Comenzó jugando como profesional en los Troy Celtics de la liga menor New York State Basketball League, pasando posteriormente a los Houston Mavericks de la PBLA, donde únicamente disputó dos partidos, en los que promedió 13,5 puntos. Cambió nuevamente de liga, firmando con los Pottsville Packers de la EBL, con los que promedió 4,2 puntos por partido.
En 1948 fichó por los Fort Wayne Pistons de la BAA, donde en su primera temporada fue el máximo anotador del equipo, promediando 9,9 puntos y 1,7 asistencias por partido. Con la temporada 1949-50 ya comenzada, fue traspasado a los Tri-Cities Blackhawks, donde acabó promediando 4,3 puntos por partido.

#### Estadísticas en la BAA y la NBA

##### Temporada regular
| Temporada | Edad | Equipo                | Liga  | Pos. | P  | TC  | TCA | %TC  | TL  | TLA | %TL  | ASIS | FP  | PTS |
| 1948-49   | 24   | Fort Wayne Pistons    | BAA   |      | 32 | 3.0 | 9.4 | .320 | 3.9 | 6.3 | .616 | 1.7  | 3.4 | 9.9 |
| 1949-50   | 25   | TOTAL                 | NBA   |      | 63 | 1.4 | 4.4 | .320 | 1.9 | 2.8 | .670 | 0.8  | 1.9 | 4.7 |
| 1949-50   | 25   | Fort Wayne Pistons    | NBA   |      | 44 | 1.5 | 4.8 | .311 | 1.9 | 2.8 | .672 | 0.9  | 2.3 | 4.9 |
| 1949-50   | 25   | Tri-Cities Blackhawks | NBA   |      | 19 | 1.3 | 3.6 | .348 | 1.8 | 2.7 | .667 | 0.5  | 1.2 | 4.3 |
| Total     |      |                       | TOTAL |      | 95 | 1.9 | 6.1 | .320 | 2.6 | 4.0 | .641 | 1.1  | 2.4 | 6.5 |
|           |      |                       | NBA   |      | 63 | 1.4 | 4.4 | .320 | 1.9 | 2.8 | .670 | 0.8  | 1.9 | 4.7 |
|           |      |                       | BAA   |      | 32 | 3.0 | 9.4 | .320 | 3.9 | 6.3 | .616 | 1.7  | 3.4 | 9.9 |

##### Playoffs
| Temporada | Edad | Equipo                | Liga | Pos. | P | TC  | TCA | %TC  | TL  | TLA | %TL  | ASIS | FP  | PTS |
| 1949-50   | 25   | Tri-Cities Blackhawks | NBA  |      | 3 | 0.7 | 5.7 | .118 | 1.7 | 3.0 | .556 | 1.7  | 4.7 | 3.0 |
| Total     |      |                       | NBA  |      | 3 | 0.7 | 5.7 | .118 | 1.7 | 3.0 | .556 | 1.7  | 4.7 | 3.0 |